# ستيفانيا لافي أوين
ستيفانيا لافي أوين (بالإنجليزية: Stefania LaVie Owen)‏ هي ممثلة أمريكية ونيوزلندية، ولدت في 15 ديسمبر 1997 بميامي في الولايات المتحدة.

## أعمال

### أفلام
- (2009) العظام المحبوبة[5][6]
- (2015) كرامبس[7]
- (2024) سويت توث

## وصلات خارجية
- ستيفانيا لافي أوين على موقع IMDb (الإنجليزية)
- ستيفانيا لافي أوين على موقع قاعدة بيانات الفيلم (الإنجليزية)